# Грант (округ, Західна Вірджинія)
Шаблон:StateAbbr_ 39°06′ пн. ш. 79°12′ зх. д. / 39.1° пн. ш. 79.2° зх. д.
Округ Грант (англ. Grant County) — округ (графство) у штаті  Західна Вірджинія, США. Ідентифікатор округу 54023.

## Історія
Округ утворений 1866 року.

## Демографія
За даними перепису 2000 року загальне населення округу становило 11299 осіб, зокрема міського населення було 2584, а сільського — 8715. Серед мешканців округу чоловіків було 5585, а жінок — 5714. В окрузі було 4591 домогосподарство, 3274 родин, які мешкали в 6105 будинках. Середній розмір родини становив 2,87.
Віковий розподіл населення поданий у таблиці:
| Стать    | До 15 років | 15-21 | 22-29 | 30-39 | 40-49 | 50-65 | 65-85 | Понад 85 |
| -------- | ----------- | ----- | ----- | ----- | ----- | ----- | ----- | -------- |
| Чоловіки | 1098        | 489   | 541   | 812   | 789   | 1094  | 697   | 65       |
| Жінки    | 1042        | 419   | 558   | 800   | 850   | 1079  | 814   | 152      |

## Суміжні округи
- Мінерал — північний схід
- Гарді — схід
- Пендлтон — південь
- Рендолф — південний захід
- Такер — захід
- Престон — північний захід
- Ґерретт, Меріленд — північний захід

## Виноски
1. ↑  U.S. Decennial Census. United States Census Bureau. Архів оригіналу за 26 квітня 2015. Процитовано 10 січня 2014.
2. ↑  Historical Census Browser. University of Virginia Library. Архів оригіналу за 16 серпня 2012. Процитовано 10 січня 2014.
3. ↑  Population of Counties by Decennial Census: 1900 to 1990. United States Census Bureau. Архів оригіналу за 3 червня 2013. Процитовано 10 січня 2014.
4. ↑  Census 2000 PHC-T-4. Ranking Tables for Counties: 1990 and 2000 (PDF). United States Census Bureau. Архів оригіналу (PDF) за 18 грудня 2014. Процитовано 10 січня 2014.
5. ↑  State & County QuickFacts. United States Census Bureau. Архів оригіналу за 7 червня 2011. Процитовано 10 січня 2014.(англ.) Наведено за англійською вікіпедією.
6. ↑  American FactFinder. Бюро перепису населення США. Архів оригіналу за 21 травня 2008. Процитовано 31 січня 2008.

| США | Це незавершена стаття з географії США. Ви можете допомогти проєкту, виправивши або дописавши її. |